# Сайрус (Міннесота)
Сайрус (англ. Cyrus) — місто (англ. city) в США, в окрузі Поуп штату Міннесота. Населення — 305 осіб (2020).

## Географія
Сайрус розташований за координатами 45°36′53″ пн. ш. 95°44′16″ зх. д. / 45.61472° пн. ш. 95.73778° зх. д. (45.614707, -95.737890).  За даними Бюро перепису населення США в 2010 році місто мало площу 0,74 км², уся площа — суходіл. В 2017 році площа становила 0,69 км², уся площа — суходіл.

## Демографія
Згідно з переписом 2010 року, у місті мешкало 288 осіб у 137 домогосподарствах у складі 74 родин. Густота населення становила 391 особа/км².  Було 157 помешкань (213/км²).
Расовий склад населення:
| - 95,8 % — білих - 0,7 % — чорних або афроамериканців - 0,3 % — корінних американців |

До двох чи більше рас належало 3,1 %. Частка іспаномовних становила 0,0 % від усіх жителів.
За віковим діапазоном населення розподілялося таким чином: 23,3 % — особи молодші 18 років, 56,9 % — особи у віці 18—64 років, 19,8 % — особи у віці 65 років та старші. Медіана віку мешканця становила 39,3 року. На 100 осіб жіночої статі у місті припадало 89,5 чоловіків;  на 100 жінок у віці від 18 років та старших — 92,2 чоловіків також старших 18 років.
Середній дохід на одне домашнє господарство  становив 66 361 долар США (медіана — 41 250), а середній дохід на одну сім'ю — 52 922 долари (медіана — 48 125). Медіана доходів становила 40 625 доларів для чоловіків та 31 528 доларів для жінок. За межею бідності перебувало 18,2 % осіб, у тому числі 28,2 % дітей у віці до 18 років та 9,9 % осіб у віці 65 років та старших.
Цивільне працевлаштоване населення становило 175 осіб. Основні галузі зайнятості: освіта, охорона здоров'я та соціальна допомога — 23,4 %, роздрібна торгівля — 16,0 %, виробництво — 13,7 %.